# Suurberge
Suurberge (abans Zuurberg) és una serralada al sud del Districte Municipal de Sarah Baartman del Cap Oriental, Sud-àfrica. La serralada té uns 70 quilòmetres de llarg d'oest a est, i forma l'extrem oriental del Cinturó de plegaments del Cap. Els assentaments de Kirkwood i Bontrug (a la vall del Sondagsrivier), així com Paterson més a l'est es troben tots situats al peu sud de la muntanya. accidentat terreny muntanyós està travessat per diverses congostos i carenes, i l'altitud varia des d'uns 200 m als contraforts meridionals fins a un màxim de 936 m sobre el nivell del mar. Els vessants meridionals estan drenats per diversos afluents del riu Sondagsrivier, inclosos els rius Kabouga, Uie, Wit i Krom. Dos passos creuen la muntanya de sud a nord, és a dir, el pas Suurberg i el pas Olifantskop.
Les espècies vegetals Oldenburgia grandis i Encephalartos longifolius són endèmiques de l'entorn general.